# 大蚊属
大蚊属（学名：Tipula）是大蚊科的一属。

## 下属物种
本属包括以下物种：